# Place de la Francophonie
La place de la Francophonie (en roumain, Piaţa Francofoniei) est une place de Bucarest, capitale de la Roumanie. Elle a été inaugurée en 2013 et occupe l'espace public au carrefour du boulevard de la Liberté et du boulevard du 13-Septembre.

## Situation
La place de la Francophonie se situe au carrefour du boulevard de la Liberté (Bulevardul Libertății) et du boulevard du 13-Septembre (Calea 13 Septembriu), au centre de la ville, dans le Secteur 5. Ce carrefour se trouve au coin sud-est de la butte de Spirea (Dealul Spirii), sur laquelle a été bâti à l'époque de Nicolae Ceaușescu l'immense bâtiment de la « maison du Peuple » (Casa Poporului), devenu aujourd'hui le palais du Parlement.
Un monument constitué d'un mur en marbre beige de Vratsa (Bulgarie) a été élevé sur le côté de la place. Deux plaques commémoratives en marbre sont apposées sur le mur, gravées de manière bilingue en roumain (à gauche) et en français (à droite), séparées par les armoiries de Bucarest ; elles détaillent les circonstances et la signification du nom donné à la place.
En mars 2017 a été ajouté devant le monument un buste de Léopold Sedar Senghor.

## Histoire
Le Conseil général de la municipalité de Bucarest a adopté le 29 janvier 2013, à l'initiative du ministère roumain des Affaires étrangères, une décision attribuant le nom de place de la Francophonie à ce carrefour important de la ville, à l'occasion du 20e anniversaire de l'adhésion de la Roumanie à l'Organisation internationale de la Francophonie en 1993. La place a été inaugurée le 15 mars 2013, à l'occasion de la journée internationale de la Francophonie, par le ministre des Affaires étrangères, Titus Corlățean, et le maire de Bucarest, Sorin Mircea Oprescu.